# Monte-Carlo Rolex Masters 2014
Monte-Carlo Rolex Masters 2014 — 108-й розыгрыш ежегодного профессионального теннисного турнира среди мужчин, проводящегося во французском городе Рокебрюн—Кап-Мартен и являющегося частью тура ATP в рамках серии ATP Masters 1000. Турнир прошёл с 12 по 20 апреля на кортах Monte-Carlo Country Club. Соревнование продолжало околоевропейскую серию грунтовых турниров, подготовительную к майскому Roland Garros.
Прошлогодние победители:
- в одиночном разряде —  Новак Джокович
- в парном разряде —  Жюльен Беннето и  Ненад Зимонич

## Соревнования

### Одиночный турнир
Станислас Вавринка обыграл  Роджера Федерера со счётом 4-6, 7-6(5), 6-2.
- Вавринка выигрывает 3-й одиночный титул в сезоне и 7-й за карьеру в основном туре ассоциации.
- Федерер сыграл 4-й одиночный финал в сезоне и 117-й за карьеру в основном туре ассоциации.

### Парный турнир
Боб Брайан /  Майк Брайан обыграли  Ивана Додига /  Марсело Мело со счётом 6-3, 3-6, [10-8].
- Братья Брайаны выигрывают 5-й совместный титул в сезоне и 9-8й за карьеру в основном туре ассоциации.